# Dickicht-bozótposzáta
A Dickicht-bozótposzáta (Cryptillas victorini) a madarak osztályába, ezen belül a verébalakúak (Passeriformes) rendjébe és a Macrosphenidae családba tartozó Cryptillas nem egyetlen faja. Korábban az óvilági poszátafélék (Sylviidae) családjába, valamint a Bradypterus nembe sorolták. 15-17 centiméter hosszú. A Dél-afrikai Köztársaság bokros területein honos. Rovarokkal táplálkozik. Monogám, szeptembertől novemberig költ.

## Fordítás
- Ez a szócikk részben vagy egészben  a   Victorin's warbler című angol Wikipédia-szócikk fordításán alapul.  Az eredeti cikk szerkesztőit annak laptörténete sorolja fel. Ez a jelzés csupán a megfogalmazás eredetét és a szerzői jogokat jelzi, nem szolgál a cikkben szereplő információk forrásmegjelöléseként.